# Dipoena malkini
Espèce
Dipoena malkini est une espèce d'araignées aranéomorphes de la famille des Theridiidae.

## Distribution
Cette espèce est endémique des États-Unis. Elle se rencontre en Oregon, en Californie, en Utah, en Arizona et au Nouveau-Mexique.

## Description
Le mâle holotype mesure 2,1 mm et la femelle paratype 2,1 mm, les mâles mesurent de 2,1 à 2,3 mm et les femelles de 1,5 à 3,0 mm.

## Étymologie
Cette espèce est nommée en l'honneur de Borys Malkin.

## Publication originale
- Levi, 1953 : Spiders of the genus Dipoena from America north of Mexico (Araneae, Theridiidae). American Museum Novitates, no 1647, p. 1-39 (texte intégral).